# Sceloporus jalapae
Sceloporus jalapae (халапська колюча ігуана) — вид ігуаноподібних ящірок родини фриносомових (Phrynosomatidae). Ендемік Мексики.

## Поширення і екологія
Халапські колючі ігуани поширені від центрального Веракрусу через східну Пуеблу до центральної Оахаки. Вони живуть в первинних і вторинних сухих тропічних лісах, в дубових лісах і сухих рідколіссях, трапляються на полях та на кавових плантаціях. Зустрічаються на висоті від 1200 до 2400 м над рівнем моря. Відкладають яйця.